# Richard Lemon Lander
Pour les articles homonymes, voir Lander.

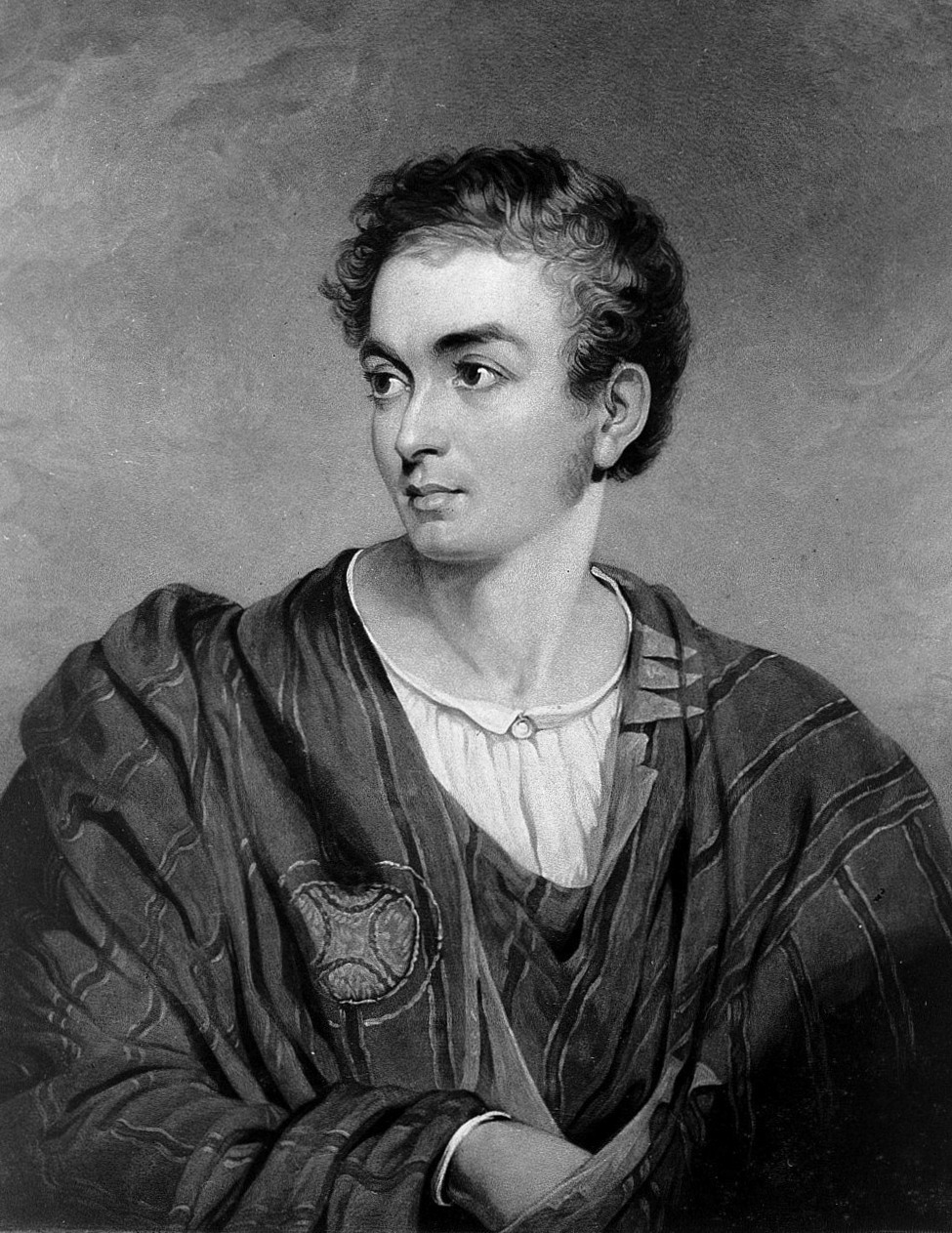
Richard Lemon Lander

Richard Lemon Lander, né le 8 février 1804 à Truro dans les Cornouailles et mort le 6 février 1834, est un explorateur britannique de l'Afrique occidentale.

## Biographie
Richard Lander est d'abord le domestique d'Hugh Clapperton qu'il accompagne dans l'ouest de l'Afrique jusqu'à sa mort en 1827 à Sokoto où ils étaient gardés prisonniers. Lander parvient à s'échapper et réussit seul à rentrer à Londres. Il y rapporte les papiers et recherches de Clapperton sur le périple.
Avec son frère, John Lander, devenu lui-même explorateur, il parcourt le Niger et démontre que le fleuve se jette véritablement dans le golfe du Bénin. Pour cela, les deux frères ont descendus, de 1829 à 1831, le fleuve de Boussa jusqu'à son embouchure, décrivant village par village.
En 1833, Richard Lander part pour une nouvelle expédition au Niger avec Macgregor Laird (en) mais est attaqué par des indigènes et tué d'une balle de mousquet près de l'embouchure du fleuve.
Malgré l'immense succès de leur premier voyage, les frères Lander n'étant que des domestiques, la Société de géographie de Paris ne leur donne que son second prix, le premier allant à un périple sans importance du voyageur Douville dont il a depuis été démontré que ce dernier avait pratiquement tout inventé...

## Œuvres
- 1829 : Journal of Richard Lander from Kano to the Sea Coast
- 1832 : Journal of an Expedition to Explore the Course and Termination of the Niger